# Lac Brécourt
Pour les articles homonymes, voir Brécourt (homonymie).
Le lac Brécourt est un réservoir d'eau douce traversé par la rivière Suzie, situé dans la partie supérieure de la rivière Mégiscane, à l’Ouest du réservoir Gouin, dans le territoire de la ville de Senneterre (ville), dans la municipalité régionale de comté (MRC) de La Vallée-de-l'Or, dans la région administrative
de la Abitibi-Témiscamingue, dans la province de Québec, au Canada. Ce lac s’étend dans les cantons de Bongard et de Brécourt.
L’hydroélectricité constitue la principale activité économique du secteur. La foresterie et les activités récréotouristiques, en second.
Une route forestière longe toute la rive Nord du lac Brécourt passant sur le barrage de la Suzie et rejoignant vers l’Est la route forestière R1009 (sens Nord-Sud). Cette dernière route dessert aussi toute la partie Ouest du réservoir Gouin. Une autre branche routière longe la rive Ouest de la partie Ouest du lac Brécourt.
La surface du lac Brécourt est habituellement gelée de la mi-novembre à la fin avril, toutefois la circulation sécuritaire sur la glace se fait généralement du début décembre à la fin de mars.

## Géographie
Les principaux bassins versants voisins du lac Brécourt sont :
- côté nord : lac Bernier (rivière Suzie), lac Pascagama, rivière Mégiscane, rivière Pascagama ;
- côté est : rivière Mégiscane, lac du Poète (rivière Mégiscane), baie Adolphe-Poisson, baie Mattawa, baie Saraana ;
- côté sud : rivière Mégiscane, lac Frigon, lac Lacoursière ;
- côté ouest : lac Bongard, rivière Mégiscane, rivière Kekek, rivière Serpent (rivière Mégiscane).

D’une longueur totale de 13,3 km, le lac Brécourt ressemble à un avant-bras dont la main vue de profil est ouverte du côté Ouest. Ce lac comporte une partie Est d’une longueur de 9,0 km. Une presqu’île s’avançant sur 3,8 km vers le Nord-Est sépare les deux parties du lac. Le lac Brécourt est traversé sur 4,3 km vers le Nord dans sa partie Ouest par le cours naturel de la rivière Suzie.
Le lac Brécourt comporte plusieurs baies (décrites selon le sens horaire, à partir du fossé de dérivation menant vers le lac du Poète (rivière Mégiscane)) :
- baie de 0,8 km menant vers l’Est au fossé de dérivation ;
- baie de 1,6 km s’étirant vers le Sud, recueillant les eaux d’un lac en amont ;
- baie s’étirant sur 1,3 km vers le Sud-Est à partir du centre du lac ;baie s’étirant sur 2,5 km vers le Sud, recueillant les eaux d’un lac en amont ;baie s’étirant sur 2,5 km vers le Sud-Ouest dans le canton de Bongard, délimitée au Nord par la presqu’île séparant le lac en deux ;baie s’étirant sur 2,3 km vers le Sud, recueillant les eaux de la rivière Mégiscane ;
- baie s’étirant sur 0,5 km vers le Nord, menant au barrage à l’embouchure naturelle du lac.

Le barrage de la Suzie aménagé à l’embouchure naturelle du lac Brécourt a une forte contenance, avec une capacité de retenu est de 33 210 000 m3. Cet ouvrage construit en 1954 sur le roc a une longueur de 607 m, une hauteur de 11,1 m et une hauteur de retenue de 8,1 m. Cet ouvrage a été modifié en 1994.
L’embouchure naturelle du « lac Brécourt » est localisée au Nord-Ouest du lac, soit à :
- 9,1 km au Sud-Ouest du fossé de dérivation menant le courant vers le lac du Poète (rivière Mégiscane) ;
- 18,0 km au Sud-Ouest de l’embouchure de la rivière Mégiscane ;
- 28,9 km au Sud-Ouest au Sud-Ouest de l’embouchure de la baie Adolphe-Poisson ;
- 83,7 km au Sud-Ouest du centre du village de Obedjiwan lequel est situé sur une presqu’île de la rive Nord du réservoir Gouin ;
- 117 km au Sud-Ouest du barrage Gouin ;
- 149 km à l’Ouest du centre du village de Wemotaci (rive Nord de la rivière Saint-Maurice) ;
- 236 km à l’Ouest du centre-ville de La Tuque ;
- 314 km au Nord-Ouest de l’embouchure de la rivière Saint-Maurice (confluence avec le fleuve Saint-Laurent à Trois-Rivières)[2].

À partir de l’embouchure artificielle du lac Brécourt, le courant coule sur km jusqu’au barrage Gouin, selon les segments suivants :
- 2,1 km vers le Nord-Est en traversant la ligne de canton, jusqu’à la rive Ouest du Lac du Poète (rivière Mégiscane) ;
- 2,0 km vers l’Est en traversant le Lac du Poète (rivière Mégiscane), jusqu’à l’entrée du canal auxiliaire ;
- 13,7 km vers le Nord-Est en prenant le canal auxiliaire, en deux segments et en traversant vers le Nord-Est la baie Adolphe-Poisson jusqu’à son embouchure ;
- 37,3 km vers le Nord-Est en traversant le lac du Mâle (réservoir Gouin), puis vers l’Est en traversant le lac Bourgeois (réservoir Gouin) et le lac Toussaint (réservoir Gouin) jusqu’au Sud de la presqu’île du village d’Obedjiwan ;
- 81,9 km vers l’Est, en traversant notamment le lac Marmette (réservoir Gouin), puis vers le Sud-Est en traversant notamment le lac Brochu (réservoir Gouin), puis vers l’Est en traversant la baie Kikendatch, jusqu’au barrage Gouin.

À partir de ce barrage, le courant emprunte la rivière Saint-Maurice jusqu’à Trois-Rivières où il se déverse sur la rive Nord du fleuve Saint-Laurent.

## Toponymie
Jadis, ce plan d'eau était désigné "Lac Kanusio".
Le toponyme "Lac Brécourt " a été officialisé le 5 décembre 1968 par la Commission de toponymie du Québec, soit à la création de cette commission.